# Kerekes Valéria
Kerekes Valéria, névvariáns: Kerekes Vali (Hertelendyfalva, 1953. március 23. –) magyar színésznő

## Életpálya
A Vajdaságban, Hertelendyfalván született 1953-ban. Zeneművészti Gimnáziumban érettségizett Belgrádban. A Színház- és Filmművészeti Főiskolán Szinetár Miklós és Babarczy László növendékeként 1976-ban szerzett színészi diplomát. Gyakorlati idejét a Vígszínházban töltötte. Pályáját 1976-ban a Szabadkai Népszínházban kezdte. 1981-ben az Újvidéki Színházban játszott. 1983-tól az Újvidéki Rádió színtársulatának tagja volt. Szerepelt Tarr Béla Kárhozat (1987) című filmjében. Vendégművészként fellépett a nyíregyházi Móricz Zsigmond Színházban. 1992-től a Miskolci Nemzeti Színház művésze. Egy évadot a Zsótér Sándor és Gaál Erzsébet által vezetett Szolnoki Szigligeti Színházban töltött.

## Magánélete
Első férje Marjan Bevk (szlovén rendező), második férje Földi László színművész. Gyermekei: Alida Bevk színésznő, és Földi Lea balettművész.  

## Fontosabb színházi szerepei
- John Kander – Fred Ebb – Joe Masteroff: Kabaré... Sally Bowles
- Stanislaw Ignacy Witkiewicz: Egy kis udvarházban... kísértet
- Molière: Tartuffe... Marianne
- Friedrich Schiller: Ármány és szerelem... Millerné
- Carlo Goldoni: Két úr szolgája... Smeraldina
- William Shakespeare: III Richard... Margit
- William Shakespeare: Ahogytetszik... Magdika
- William Shakespeare: Szentivánéji álom... Pókháló
- Anton Pavlovics Csehov: Cseresznyéskert... Sarlotta Ivanovna
- Mihail Afanaszjevics Bulgakov: A Mester és Margarita... Szokova
- Mihail Afanaszjevics Bulgakov: Molière (Képmutatók cselszövése)... Ismeretlen álarcos hölgy
- Fjodor Mihajlovics Dosztojevszkij: Bűn és bűnhődés... Aljona Ivanovna
- Friedrich Dürrenmatt: Az öreg hölgy látogatása... Mathilde
- Bertolt Brecht: Jóembert keresünk... Deng-né, a szőnyegkereskedő felesége
- Georges Feydeau: Bolha a fülbe... Olympe Ferraillon
- Georges Feydeau: A hülyéje... Nyomozó
- Heinrich von Kleist: Az eltört korsó... Margit
- Federico García Lorca: Bernarda Alba háza... Magdaléna
- Edmond Rostand: Cyrano... Klára nővér, Második poéta
- Henrik Ibsen: Vadkacsa... Petrsenné
- Tennessee Williams: A vágy villamosa... Ápolónő
- Neil Simon: Furcsa pár (női változat)... Mickey
- Robert Thomas: Nyolc nő... Mamy
- Ken Ludwig: Botrány az operában... Maria
- Nell Dunn: Gőzben... Violet
- Jean Genet: Cselédek... Solange (Újvidék Színház)
- Lyman Frank Baum: Óz, a nagy varázsló... Északi és Déli boszorkány (Kansasben Emmy néni)
- Joseph Stein – John Kander – Fred Ebb: Zorba, a görög... Szula
- Joseph Stein – Jerry Bock – Sheldon Harnick: Hegedűs a háztetőn... Cejtel nagymama
- Frederick Loewe – Alan Jay Lerner: My fair lady... Mrs. Eynford-Hill
- Fazekas Mihály – Móricz Zsigmond: Lúdas Matyi... Matyi anyja
- Madách Imre: Az ember tragédiája... Cigányasszony; Föld Szellem
- Molnár Ferenc: Üvegcipő... Házmesterné
- Hunyady Sándor: Fekete szárú cseresznye... Nadia
- Kosztolányi Dezső: Édes Anna... Ficsorné
- Móricz Zsigmond: Úri muri... Maris
- Móricz Zsigmond: Kivilágos kivirradtig... Szakácsnő
- Németh László: A győzelem... Ágnes
- Barta Lajos: Szerelem... Fuchsné (Komoróczy háziasszonya)
- Parti Nagy Lajos: Ibusár... Anyuska, Jolán anyja
- Szilágyi Andor: Leánder és Lenszirom... Bölömbér Kerálné
- Gabnai Katalin: A mindenlátó királylány... Anya (János anyja)
- Varró Dániel: Túl a Maszat-hegyen... Szeplőtlen Szilvia
- Urbán Gyula: Minden egér szereti a sajtot... Szeréna mama
- Ödön von Horváth: Agyő Európa, Európa Agyő... szereplő
- Ödön von Horváth: Kasimir és Karoline... Sveta
- Ábrahám Pál: Bál a Savoyban... Margaret, riporter
- Ari-Nagy Barbara – Bodor  Johanna – Szabó Máté: Déjá Vu... szereplő

## Filmek, tv
- Vicsek Károly: Fajkutyák ideje (1985)
- Tarr Béla: Kárhozat (1987)
- Bródy Sándor: A tanítónő (színházi előadás tv-felvétele, 2014)
- Móricz Zsigmond: Kivilágos kivirradtig, István-nap két részben (színházi előadás tv-felvétele, 2018)
- Edmond Rostand: Cyrano (színházi előadás tv-felvétele, 2019)

## Önálló estek
- „Csendek és gitár" (monodráma) (1977)
- Petko Vajnić Purčar: „Hajnal az üres színpadon”- monodráma (1984)

## Díjak, elismerések
- Legjobb női főszereplő, Szerbiai színházfesztivál (1985)
- Miskolci Nemzeti Színház örökös tagja (2024)[1]